# Brachymeria manjerica
Brachymeria manjerica är en stekelart som beskrevs av T.C. Narendran 1989. Brachymeria manjerica ingår i släktet Brachymeria och familjen bredlårsteklar. Inga underarter finns listade.